# Beaumotte-lès-Pin
Beaumotte-lès-Pin és un municipi francès situat al departament de l'Alt Saona i a la regió de Borgonya - Franc Comtat. L'any 2007 tenia 255 habitants.

## Demografia

### Població
El 2007 la població de fet de Beaumotte-lès-Pin era de 255 persones. Hi havia 100 famílies, de les quals 24 eren unipersonals (16 homes vivint sols i 8 dones vivint soles), 36 parelles sense fills, 36 parelles amb fills i 4 famílies monoparentals amb fills.
La població ha evolucionat segons el següent gràfic:
Habitants censats

### Habitatges
El 2007 hi havia 116 habitatges, 105 eren l'habitatge principal de la família i 10 eren segones residències. 106 eren cases i 10 eren apartaments. Dels 105 habitatges principals, 83 estaven ocupats pels seus propietaris, 17 estaven llogats i ocupats pels llogaters i 5 estaven cedits a títol gratuït; 3 tenien una cambra, 3 en tenien dues, 18 en tenien tres, 20 en tenien quatre i 61 en tenien cinc o més. 98 habitatges disposaven pel capbaix d'una plaça de pàrquing. A 46 habitatges hi havia un automòbil i a 53 n'hi havia dos o més.

### Piràmide de població
La piràmide de població per edats i sexe el 2009 era:
| Homes | Edats   | Dones |
| ----- | ------- | ----- |
| 0     | 95 o +  | 0     |
| 0     | 90 a 94 | 0     |
| 4     | 85 a 89 | 0     |
| 0     | 80 a 84 | 0     |
| 0     | 75 a 79 | 8     |
| 8     | 70 a 74 | 4     |
| 4     | 65 a 69 | 0     |
| 4     | 60 a 64 | 0     |
| 8     | 55 a 59 | 8     |
| 32    | 50 a 54 | 20    |
| 12    | 45 a 49 | 8     |
| 8     | 40 a 44 | 0     |
| 4     | 35 a 39 | 12    |
| 4     | 30 a 34 | 12    |
| 4     | 25 a 29 | 4     |
| 4     | 20 a 24 | 4     |
| 4     | 15 a 19 | 16    |
| 8     | 10 a 14 | 4     |
| 4     | 5 a 9   | 4     |
| 4     | 0 a 4   | 0     |

## Economia
El 2007 la població en edat de treballar era de 184 persones, 138 eren actives i 46 eren inactives. De les 138 persones actives 128 estaven ocupades (68 homes i 60 dones) i 10 estaven aturades (7 homes i 3 dones). De les 46 persones inactives 23 estaven jubilades, 13 estaven estudiant i 10 estaven classificades com a «altres inactius».

### Ingressos
El 2009 a Beaumotte-lès-Pin hi havia 114 unitats fiscals que integraven 269 persones, la mediana anual d'ingressos fiscals per persona era de 17.796 €.

### Activitats econòmiques
Dels 4 establiments que hi havia el 2007, 3 eren d'empreses de construcció i 1 d'una entitat de l'administració pública.
Dels 2 establiments de servei als particulars que hi havia el 2009, 1 era un paleta i 1 fusteria.
L'any 2000 a Beaumotte-lès-Pin hi havia 7 explotacions agrícoles.

## Poblacions més properes
El següent diagrama mostra les poblacions més properes.